# Зелена салата
Зелена салата е традиционна сезонна салата от българската национална кухня, приготвяна от нарязани маруля, зелен лук, репички, краставица, които се овкусяват със сол, олио и оцет, а най-отгоре се поставя маслина.
Често се добавя сварено и нарязано яйце, поднася се с гъсто овче кисело мляко.
Яде се предимно през пролетта.